# Соснова субір (пам'ятки природи)
Соснова субір — ботанічна пам'ятка природи місцевого значення. Об'єкт розташований на території Маневицького району Волинської області, ДП «Ковельське ЛГ», Углівське лісництво кв. 22, вид. 22–27.
Площа — 24,9 га, статус отриманий у 1993 році.
Охороняється ділянка насаджень сосни звичайної віком 70-90 років. У підліску зростають крушина ламка, ліщина звичайна, горобина звичайна, у трав'яному покриві - папороті: орляк звичайний, щитник чоловічий, лікарські рослини: конвалія звичайна, чистотіл звичайний, багно звичайне, багато ягідників: суниці лісові, брусниця, чорниця, буяхи.